# Yuna Kagesaki
Yuna Kagesaki (影崎 由那, Kagesaki Yuna) é uma Mangaká nascida em 3 de março de 1973, famosa por ser a autora do mangá Karin, mais conhecido nos Estados Unidos como Chibi Vampire. Seus trabalhos foram publicados sob quatro nomes diferentes: Yuna Kagesaki (影崎 由那, Kagesaki Yuna) (qudrinhos não pornográficos publicados profissionalmente, exceto Sakura no Ichiban), Yuna Kagezaki (影崎 由那, Kagezaki Yuna) (mesmos personagens mas diferentes leituras; apenas em Taishō Komachi Jikenchō Sakura no Ichiban!), Yūna Kagesaki (影崎 夕那, Kagesaki Yūna) (com um kanji diferente) quando desenha usando CGs para jogos para PC, e Yuta Kageyama (影山 由多, Kageyama Yuta) quando desenha mangás hentai ou HCG para jogos de computador.

Seu nome real é provavelmente Keya, como ela se autodenomina nas tirinhas bonus no final do volume 3 de seu mangá Hekikai no AiON. 
No ensino médio, ela foi membro de uma brass band.

## Lista de mangás

### Como Yuna Kagesaki (影崎 由那)
- HA I KA RA (ハ・イ・カ・ラ") (1 volume)
- HAIKARA MONO (HAIKARA·MONO")[4] (1 volume)
- Hekikai no AiON (碧海のAiON) (9 volumes)
- Higurashi no Naku Koro ni Kokoroiyashi-hen (ひぐらしのなく頃に 心癒し編) (ilustrador) (1 volume)
- Karin (かりん) (15 volumes, incluindo um volume sem número)
- Kyōmen no Shiruetto (鏡面のシルエット) (arte apenas; escrito por Tamase Nagayama (永山 珠瀬, Nagayama Tamase)) (em curso; 1 volume em setembro de 2011)
- Oniichan☆Control (おにいちゃん☆コントロール) (em curso; 2 volumes em outubro de 2011)
- Strange Mansion (すとれんじ マンション) (1 volume)

### Como Yuna Kagezaki (影崎 由那)
- Taishō Komachi Jikenchō Sakura no Ichiban! (大正小町事件帖　櫻の一番！) (5 volumes)

### Como Yūna Kagesaki (影崎 夕那)
- Confine (コンファイン) (1 volume)
- TWINS (ツインズ) (1 volume)
- Vampire Neko Musume Sōdō Tan (ヴァンパイア猫娘騒動譚) (1 volume)
- Vicious (ヴィシャス) (1 volume)

### Como Yuta Kageyama (影山 由多)
- Accent (アクセント) (1 volume)

## Lista de jogos ilustrados por ela

### Público em geral
- D.C.P.S. (Da Capo Plus Situation)
- Infinity
- Never7 - the end of infinity
- Shiritsu Hōō Gakuen "Ichinen Jun'ai-gumi" (私立鳳凰学園「一年純愛組」)
- Super Real Mah-jong Hi Pai Paradise (スーパーリアル麻雀Hi・Paiパラダイス)
- Super Real Mah-jong Hi Pai Paradise 2 Onsen e ikō yo! (温泉へいこうよっ！)

### Conteúdo erótico
- YES! "Yōkan no Vampire" (YES!『洋館のヴァンパイア』)
- BACTA 2
- Pretty Sentai Kyarurūn (ぷりてぃ戦隊きゃるる～ん)
- FILE
- Ce'st·la·vie
- Ippatsu JANG! (イッパツJANG！)
- Kirijima Shinryōshitsu no Gogo (霧島診療室の午後)
- Coming Heart
- Escape! (エスケイプ！)
- HIGH School DAYS (HIGHスクールDAYS)
- Ya Ku So Ku (や・く・そ・く)
- Sotsugyō Shashin (卒業 写真)
- Sotsugyō Shashin 2
- Ayu (あゆ)
- Mio & Miho (みお＆みほ)
- Mayu (まゆ)
- Tenshi no Hina (天使のひな)
- Ko Ko Ro 2 (コ・コ・ロ・・・2)

## Lista deLight novelilustrados por ela
- Chibi Vampire: The Novel (かりん 増血記, Karin Zōketsuki) (escrito por Tōru Kai (甲斐 透, Kai Tōru)) (9 volumes)
- Karin Zōketsuki Hajirai Diary (かりん 増血記 恥じらいダイアリー, Karin Zōketsuki Hajirai daiarii) (escrito por Tōru Kai) (2 volumes)
- Totsugeki Ōjo (突撃王女) (escrito por Hifumi Suzuki (鈴木 一二三, Suzuki Hifumi)) (1 volumes)